# Campursari (Kejajar)
Campursari is een bestuurslaag in het regentschap Wonosobo van de provincie Midden-Java, Indonesië. Campursari telt 2250 inwoners (volkstelling 2010).